# Ferdinand de Villeneuve

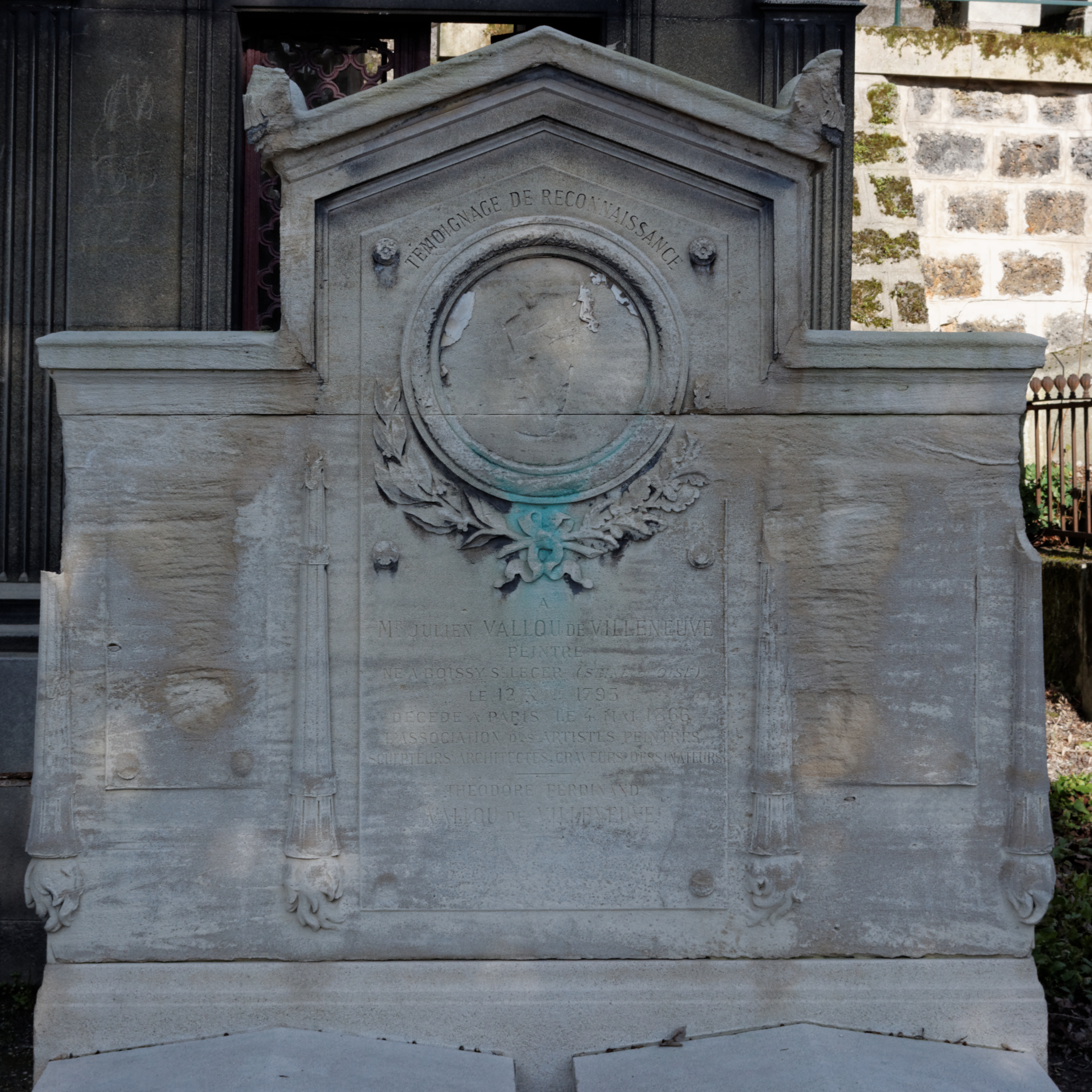
Tomba di Julien Vallou de Villeneuve (1795-1866), pittore; e del fratello Théodore-Ferdinand Vallou de Villeneuve (1801-1858), drammaturgo.

Théodore-Ferdinand Vallou de Villeneuve, o Théodore-Ferdinand Vallon de Villeneuve (Boissy-Saint-Léger, 5 giugno 1801 – Parigi, 27 settembre 1858), è stato un drammaturgo e librettista francese, fratello del pittore e fotografo Julien Vallou de Villeneuve..

## Biografia
Debutta in teatro a 21 anni associato a Charles Dupeuty e raggiunge il successo sin dal 1823. Nel 1825, fonda un giornale, La Nouveauté, con Dupeuty, Amable de Saint-Hilaire e Musnier Desclozeaux, che diventa un quotidiano.
Co-direttore del Théâtre de la Porte Saint-Martin, con Anténor Joly, dal dicembre 1835, in seguito, sempre con Joly, dirige nel 1838 il Théâtre de la Renaissance che finanzia con i propri mezzi.
Ferdinand de Villeneuve ha collaborato con moltissimi illustri autori teatrali del suo tempo; ha scritto anche libretti d'opere comiche musicate da Adolphe-Charles Adam e Léo Delibes.
Con il fratello pittore Julien è sepolto nel Cimitero di Père-Lachaise

## Opere

### Teatro
- 1822: L'Arracheur de dents, folie-parade in 1 atto, con Charles Dupeuty;
- 1822: Fille et garçon, ou la Petite orpheline, commedia-vaudeville in 1 atto, con Dupeuty;
- 1822: Le Premier prix, ou les Deux artistes, commedia-vaudeville in 1 atto, con Dupeuty;
- 1823: L'Actrice, commedia-vaudeville in 1 atto, con Dupeuty;
- 1823: Mon ami Christophe, commedia-vaudeville in 1 atto, con Dupeuty e W. Lafontaine;
- 1823: Le Oui des jeunes filles, commedia-vaudeville in 1 atto, in stile spagnolo, con Armand-François Jouslin de La Salle;
- 1823: Le Sergent de Chevert, vaudeville storico in 1 atto, con Dupeuty;
- 1824: Les attours à l'essai, commedia-vaudeville a episodi in 1 atto, con Dupeuty;
- 1824: Léonide ou La Vieille de Suresne, commedia vaudeville in 3 atti, con Dupeuty e Amable de Saint-Hilaire;
- 1824: Les Modistes, tableau-vaudeville in 1 atto, con Charles-Gaspard Delestre-Poirson e Dupeuty;
- 1824: Ourika ou la Négresse, dramma in 1 atto, con Dupeuty;
- 1824: La Petite somnambule, commedia-vaudeville in 1 atto, con Dupeuty;
- 1824: Pierre et Marie, ou le Soldat ménétrier, commedia-vaudeville in 1 atto, con Dupeuty e Ferdinand Langlé;
- 1824: Le Tableau de Téniers, ou l'Artiste et l'ouvrier, vaudeville in 1 atto, con Dupeuty e Maurice Alhoy;
- 1824: Un jour à Dieppe, à-propos-vaudeville, con Saint-Hilaire, Dupeuty e Langlé;
- 1825: Alice, ou les Six promesses, vaudeville in 1 atto, con Dupeuty e Saint-Hilaire;
- 1825: Les Deux tailleurs, ou la Fourniture et la façon, commedia-vaudeville in 1 atto, con Dupeuty e Jouslin de La Salle;
- 1825: Nicaise, ou le Jour des noces, commedia-vaudeville in 1 atto, con Dupeuty;
- 1826: L'Anonyme, commedia-vaudeville in 2 atti, con Dupeuty e Jouslin de La Salle;
- 1826: La Dette d'honneur, commedia vaudeville in 2 atti, con Dupeuty e Langlé;
- 1826: Le Soldat in retraite, ou les Coups du sort, dramma in 2 atti, con Jouslin de La Salle e Dupeuty;
- 1826: Le Vieux pauvre, ou le Bal et l'incendie, mélodramma in 3 atti e à grand spectacle, con Dupeuty e Ferdinand Laloue;
- 1827: Gérard et Marie, commedia vaudeville in 1 atto, con Étienne Arago;
- 1827: Le Hussard de Felsheim, commedia-vaudeville in 3 atti, con Saint-Hilaire e Dupeuty;
- 1827: La Fleuriste, commedia-vaudeville in 1 atto, con Arago;
- 1827: Monsieur Botte, commedia-vaudeville in 3 atti, con Dupeuty;
- 1828: La Grande duchesse, commedia-vaudeville in 1 atto, con Dupeuty e Xavier B. Saintine;
- 1828: Les Poletais, commedia-vaudeville in 2 parti, con Saintine e Dupeuty;
- 1828: L'Art de se faire aimer de son mari, commedia-vaudeville in 3 atti, con Saintine e Dupeuty;
- 1828: Les dix francs de Jeannette, con Jouslin de La Salle;
- 1828: L'Enfant et le vieux garçon, ou la Réputation d'une femme, commedia-vaudeville in 1 atto, con Armand Desvergers e Charles Voirin;
- 1828: Henri IV en famille, commedia-vaudeville in 1 atto, con Auguste Pittaud de Forges e Louis-Émile Vanderburch;
- 1828: Le Pauvre Arondel, ou les Trois Talismans, vaudeville-féerie in 2 atti, con Arago;
- 1828: Le Sergent Mathieu, commedia-vaudeville in 3 atti, con Saintine e Dupeuty;
- 1828: Valentine, ou la Chute des feuilles, dramma in 2 atti, con canti, con Saint-Hilaire;
- 1828: Yelva ou L'orpheline russe, vaudeville in 2 parti, con Desvergers e Eugène Scribe;
- 1829: La jeunesse de Marie Stuart, dramma in 2 parti, con Vanderburch;
- 1829: La Maison du faubourg, commedia-vaudeville in 2 atti, con Vanderburch;
- 1829: Le Mariage par autorité de justice, commedia in 2 atti, con Antoine Simonnin;
- 1829: La Maison du faubourg, commedia-vaudeville in 2 atti, con Simonnin e Vanderburch;
- 1829: Mathieu Laensberg, commedia-vaudeville in 2 atti, con Auguste Anicet-Bourgeois e Vanderburch;
- 1829: La Paysanne de Livonie, commedia storica in 2 atti, con Saintine e Vanderburch;
- 1830: À-propos patriotique, con Michel Masson;[1]
- 1830: Le Congréganiste, ou les Trois éducations, commedia-vaudeville in 3 atti, con Anicet Bourgeois;
- 1830: Le Collège de *** [Reichenau], souvenirs de la Suisse, in 1794, commedia-vaudeville, con Adolphe de Leuven e Masson;
- 1830: Le Marchand de la rue Saint-Denis, ou le Magasin, la mairie et la cour d'assises, commedia-vaudeville in 3 atti, con Nicolas Brazier;
- 1830: Le Moulin de Jemmapes, vaudeville storico in 1 atto, con de Leuven e Masson;
- 1831: L'audience du Prince, commedia-vaudeville in un atto, con Bourgeois e Charles de Livry;
- 1831: Angélique et Jeanneton, commedia-vaudeville in 4 atti, con Dupeuty e Saintine;
- 1831: Les Bouillons à domicile, revue-vaudeville in 1 atto, con Gabriel de Lurieu e de Livry;
- 1831: La Caricature, ou les Croquis à la mode, album in 7 pochades, con de Lurieu e de Livry;
- 1831: L'Entrevue, ou les Deux impératrices, commedia-vaudeville in 1 atto, con Masson e Saintine;
- 1831: La Jardinière de l'Orangerie, commedia-vaudeville in 1 atto, con Masson;
- 1831: Les Pilules dramatiques, ou le Choléra-morbus, rivista critica e politica in 1 atto;
- 1831: Robert-le-Diable, à-propos-vaudeville, con Saintine;[2]
- 1831: Le Secret d'état, commedia-vaudeville in 1 atto, con Eugène Sue e Édouard Magnien;
- 1831: La Vieillesse de Stanislas, dramma-vaudeville in 1 atto, con Saint-Hilaire e Masson;
- 1832: La ferme de Bondi, ou Les deux réfractaires, episodio dell'Impero in 4 atti, con de Lurieu e Masson;
- 1832:Le Bateau de blanchisseuses, tableau-vaudeville in 1 atto, con Masson e de Livry;
- 1832: La Chanteuse et l'ouvrière, commedia-vaudeville in 4 atti, con Saintine;
- 1832: Sara, ou l'Invasion, racconto tedesco in 2 atti e in vaudeville, con de Leuven e Masson;
- 1833: La Révolte des femmes, vaudeville in 2 atti, con de Livry;
- 1833: Santeul ou Le chanoine au cabaret, vaudeville in 1 atto, con Brazier, Léon-Lévy Brunswick e Charles de Livry;[3];
- 1833: Les Deux frères, commedia di August von Kotzebue, tradotta da Patrat, ridotta in 2 atti e in vaudeville, con Masson;
- 1833: La fille de Dominique, commedia vaudeville in 1 atto, con de Livry;
- 1833: Les Locataires et les portiers, vaudeville in 1 atto, con Brazier e de Livry;
- 1834: Le Triolet bleu, commedia-vaudeville in 5 atti, con de Lurieu e Masson;
- 1834: Lionel, ou Mon avenir, commedia-vaudeville in 2 atti, con de Livry;
- 1834: Un bal de domestiques, vaudeville in 1 atto, con de Livry;
- 1835: Les infidélités de Lisette, dramma vaudeville in 5 atti, con Brazier e de Livry;
- 1835: On ne passe pas! ou le Poste d'honneur, vaudeville in 1 atto, con Masson;
- 1835: Le Ménage du savetier, ou la Richesse du pauvre, commedia-vaudeville in 1 atto, con Jouslin de La Salle;
- 1836: La Grue, fabliau mêlé de chant, con Charles Rondeau e de Livry;
- 1836: La Résurrection de Saint Antoine, à propos-vaudeville in 1 atto, con Emmanuel Théaulon e Brazier;
- 1837: Le Mémoire de la blanchisseuse, commedia in 1 atto, con distici, con Brazier e de Livry;
- 1838: Mademoiselle Dangeville, commedia in 1 atto, con de Livry;
- 1838: L'enfant de la balle, vaudeville in 2 atti, con Didier;
- 1839: Rendez donc service, commedia proverbe in 1 atto, con Masson;
- 1840: Cocorico ou La poule de ma tante, vaudeville in 5 atti, con Masson e Déaddé Saint-Yves;
- 1840: Les pages de Louis XII, commedia in 2 atti, con Alexandre Barrière;
- 1840: Les marins d'eau douce, vaudeville in un atto, con Angel e Xavier Veyrat;
- 1840: Tout pour les filles rien pour les garçons, vaudeville in 2 atti, con de Lurieu;
- 1841: Voltaire in vacances, commedia vaudeville in 2 atti, con de Livry;
- 1842: Au croissant d'argent, commedia-vaudeville in 2 atti, con Hippolyte Le Roux;
- 1842: Un bas bleu, vaudeville in 1 atto, con Langlé;
- 1842: Les batignollaises, vaudeville sbarazzino in 1 atto, con de Lurieu;
- 1842: Jaket's club, vaudeville in 2 atti, con Ernest Jaime;
- 1844: Pulcinella, commedia-vaudeville in 2 atti, con Adolphe d'Ennery;
- 1845: L'almanach des 25000 adresses, commedia-vaudeville in 3 atti, con Édouard Lafargue;
- 1845: La Morale in action, commedia-vaudeville in 1 atto, con Jaime;
- 1846: Jean-Baptiste, ou Un cœur d'or, dramma in 5 atti, con Masson e Frédéric Thomas;
- 1846: L'inconnue de Ville-d'Avray, commedia-vaudeville in 1 atto, con Angel;
- 1847: L'Homme aux 160 millions, commedia-vaudeville in 2 atti, con Angel e Veyrat;
- 1849: Lorettes et aristos ou Une soirée au Ranelagh, tableau-vaudeville in un atto, con Paul Siraudin;
- 1850: Un fantôme, commedia-vaudeville in 1 atto, con Lafargue;
- 1850: Jean Bart, pièce storica in 5 atti, con Pittaud de Forges;
- 1854: La Femme à trois maris, commedia-vaudeville in 1 atto;
- 1854: Une sangsue, commedia vaudeville in 1 atto, con Langlé;
- 1855: Bonaparte à l'École de Brienne, pièce in 3 atti e 4 quadri, con de Lurieu e Masson;

### Libretti
- 1828: Guillaume Tell, dramma-vaudeville in 3 atti, con Dupeuty e Saintine, musica di Adolphe Adam;[4]
- 1835: Micheline, ou L'heure de l'esprit, opéra-comique in 1 atto, con Masson e Saint-Hilaire, musica di Adolphe Adam;[5]
- 1840: Le Mari de la fauvette, opéra comique in 1 atto, con Angel e Xavier Veyrat, musica di Charles de Dufort;
- 1856: Deux vieilles gardes, opera buffa in 1 atto, con Alphonse Lemonier, musica di Léo Delibes;[6]